# Siège de Ciudad Rodrigo (1812)
Pour les articles homonymes, voir Siège de Ciudad Rodrigo.
Guerre d'indépendance espagnole
Batailles
- Olivença (01-1811)
- Gebora (02-1811)
- Campo Maior (03-1811)
- 1re Badajoz (04-1811)
- Fuentes de Oñoro (05-1811)
- Albuera (05-1811)
- Usagre (05-1811)
- Cogorderos (06-1811)
- Carpio (09-1811)
- El Bodón (09-1811)
- Aldeia da Ponte (09-1811)
- Arroyomolinos (10-1811)
- Tarifa (12-1811)
- Navas de Membrillo
- Almagro (01-1812)
- 2e Ciudad Rodrigo (01-1812)
- 2e Badajoz (03-1812)
- Villagarcia (04-1812)
- Almaraz (05-1812)
- Maguilla (06-1812)
- Arapiles (07-1812)
- García Hernández (07-1812)
- Majadahonda (08-1812)
- Retiro (08-1812)
- Madrid (08-1812)
- Burgos (09-1812)
- Villodrigo (10-1812)
- Tordesillas (10-1812)
- Alba de Tormes (11-1812) (es)
- San Muñoz (11-1812)

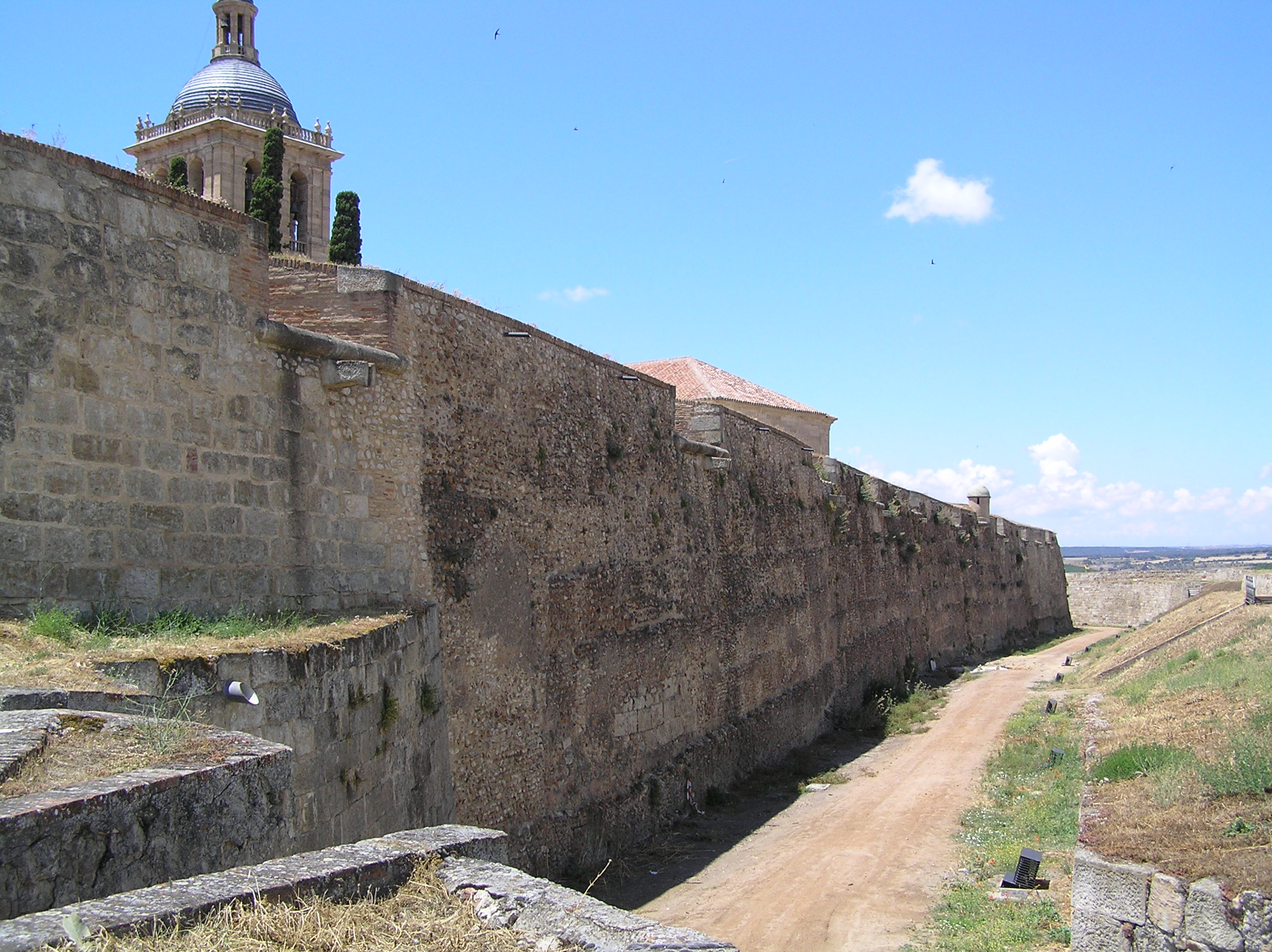
Vue des murailles de la forteresse de Ciudad Rodrigo.

Le siège de Ciudad Rodrigo se déroule du 8 au 19 janvier 1812, dans le cadre de la guerre péninsulaire portugaise entreprise en parallèle de la guerre d'indépendance espagnole. À cette occasion, les forces anglo-portugaises du duc de Wellington reprennent la ville de Ciudad Rodrigo à la garnison française. Il ne doit pas être confondu avec le siège de 1810 qui a vu les Français prendre la ville aux Espagnols.

## Contexte
En 1810, les Français ont pu prendre la place lors d'un premier siège après avoir installé leurs batteries de siège sur le Grand Teson, une colline située au nord-ouest de la ville surplombant les fortifications. Conscients de cette faiblesse dans le dispositif de défense de la ville, les Français construisent un fort sur cette colline afin d'en interdire l'accès aux assaillants.
De 1810 à 1812, les troupes britanniques et portugaises sont bloquées à la frontière à 27 km de Ciudad Rodrigo, et cela malgré leurs victoires à Fuentes de Oñoro et à El Bodón le 25 septembre 1811, à environ 14 km de Ciudad Rodrigo. En 1812, Wellington veut prendre la ville rapidement car il craint qu'elle ne reçoive les secours de l'armée du maréchal Marmont et de celle du général Dorsenne.

## Le siège

### Préparatifs
Le siège commence le 8 janvier 1812 par une attaque surprise du fort du Grand Teson, qui est enlevé par la division légère anglo-portugaise. Cette prise permet de creuser le premier parallèle où seront installées les batteries de siège. Le pilonnage des remparts commence le 13 janvier. Sur une colline moins élevée — le Petit Teson — mais située entre le Grand Teson et les remparts, le couvent de Santa Cruz, qui commande le Petit Teson, est pris par les Anglo-Portugais, puis repris par les Français avant de rester finalement aux mains des assaillants après d'âpres combats. Les officiers britanniques font alors creuser un second parallèle. Le 19 janvier, une grande brèche est ouverte à l'angle nord-ouest de la ville et une autre plus petite à 200 m à l'est de la première.
Les Français renforcent le sommet de la grande brèche avec des chevaux de frise et minent les éboulis qui y donnent accès. Ils creusent une tranchée de cinq mètres de profondeur et trois mètres de large sur le terre-plein autour du sommet de la brèche. Deux canons de 24 livres sont placés sur les côtés afin de balayer la brèche. Le fond de la tranchée est semé de quadripointes et de chevaux de frise. Des fagots combustibles sont prévus pour éclairer les approches de la brèche en cas d'attaque nocturne. Les Français n'ont pas le temps de disposer des chevaux de frise et de creuser des tranchées pour renforcer la petite brèche, car celle-ci est ouverte au dernier moment. Un canon hors service est placé en travers du sommet et un autre balaie la pente de la brèche.
L'assaut est prévu dans la nuit du 19 janvier. La 3e division est assignée à la brèche principale, la petite brèche étant attribuée à la division légère. Trois attaques de diversion ont été planifiées. Un bataillon de chasseurs portugais doit traverser le pont et prendre quelques redoutes près de la porte principale, qui protège les défenseurs des fossés. Le 5e régiment doit attaquer depuis le couvent de Santa Cruz et nettoyer le parapet entre les fossés de tous défenseurs, tandis que le 94e régiment doit nettoyer le fossé en avant du parapet.

### L'attaque anglo-portugaise
À 7 h du soir, l'attaque commence avec les chasseurs portugais qui foncent sur le pont et prennent les postes avancés. Les deux autres régiments accomplissent rapidement leur mission. La voie est libre pour l'attaque principale. Celle-ci est menée par la brigade du général MacKinnon (en), précédée de 150 hommes portant des sacs de foin. À peu près au même moment les 5e et 95e régiments terminent le nettoyage des parapets et dans leur enthousiasme poursuivent jusqu'à la brèche principale qu'ils atteignent avant la force d'assaut principale. La brigade de McKinnon les suit de près, mais tous sont arrêtés par la tranchée creusée au sommet de la grande brèche. À ce moment, ils subissent le feu meurtrier des deux canons qui balaient à bout portant avec de la mitraille. Alors que les Britanniques tournoient en désordre, les Français mettent à feu une mine enterrée sous des décombres. Cette explosion massive assomme les assaillants et provoque de lourdes pertes parmi les chefs. Les Britanniques parviennent bientôt à se reformer et, au prix de grands efforts, réduisent au silence les deux canons et prennent la brèche. La voie vers l'intérieur de la ville est alors ouverte.
La division légère se rassemble derrière le couvent de San Francisco avant son assaut vers la petite brèche. Malgré le grand nombre d'officiers supérieurs, cette attaque est mal menée depuis le départ. Les troupes portant les sacs de foin se perdent et la première vague d'assaut attaque le parapet entre les deux fossés, pensant qu'il s'agit du rempart. Une fois la brèche localisée, la force d'assaut principale rencontre peu de résistance et progresse vers le haut. Les défenseurs battent en retraite jusqu'à la place principale où bientôt ils se rendent. La ville est maintenant aux mains des Anglo-Portugais, et rien ne peut arrêter les troupes victorieuses. Les douze heures suivantes sont marquées par une orgie sauvage de pillages, viols et beuveries. Des fortunes sont faites en une nuit et aussitôt dissipées en boissons. Personne n'est en sécurité, pas même les officiers britanniques. Au matin, les soldats sont repris en main et commencent les travaux de réparation.

## Bilan de la bataille

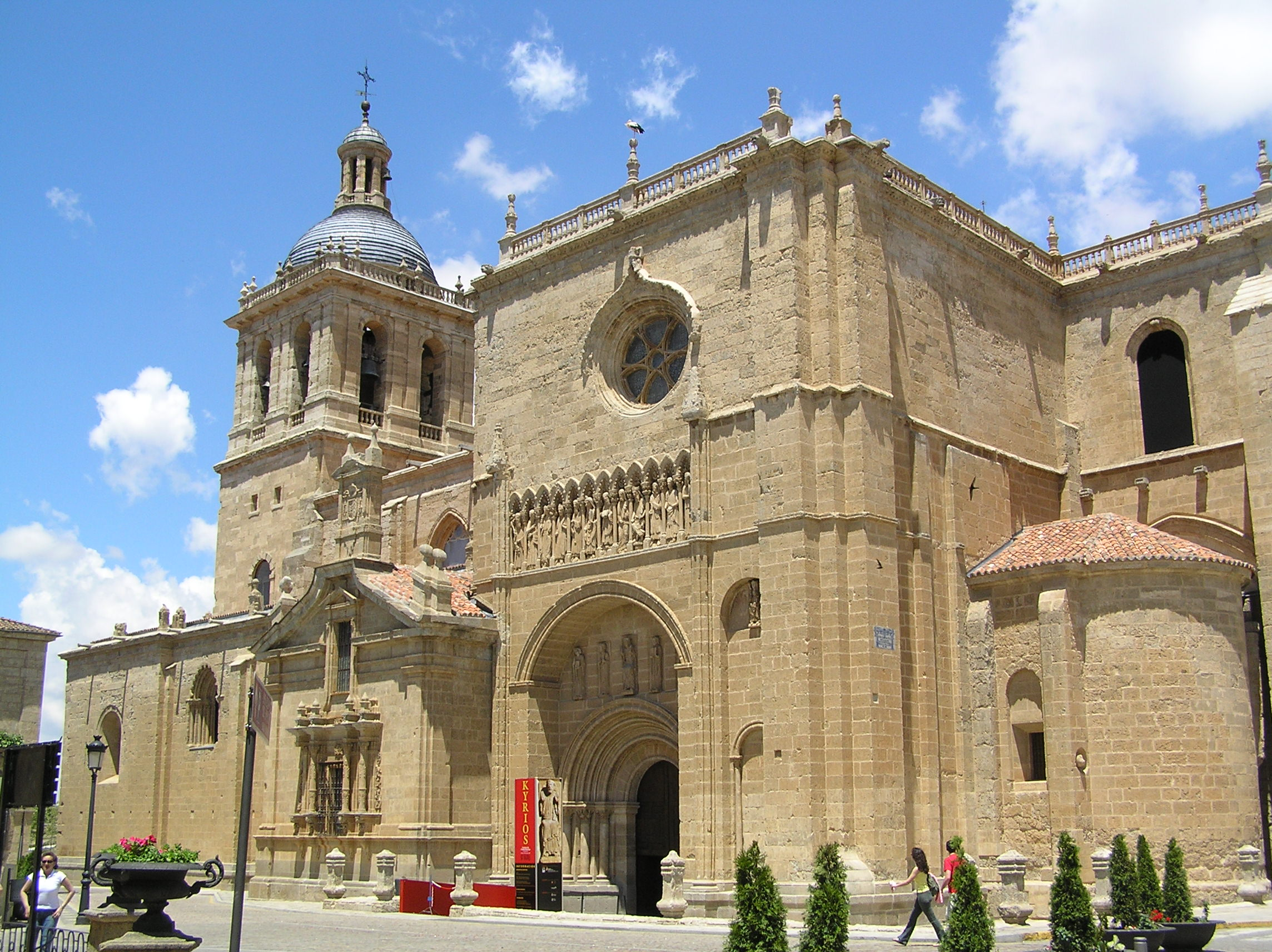
La cathédrale de Ciudad Rodrigo.

Les pertes anglo-portugaises pendant le siège sont d'environ 1 100 morts ou blessés. Au cours de l'assaut lui-même, les pertes dans la troupe ne s'élèvent qu'à environ 100 morts et 400 blessés. Cependant, les pertes parmi les officiers, et particulièrement les officiers supérieurs, sont très lourdes avec 59 morts ou blessés. Le général Craufurd, commandant la division légère, est mortellement blessé alors que le général McKinnon, commandant de la force d'assaut, est tué dans l'explosion de la mine qui ébranle la grande brèche. Le général Vandeleur, commandant la brigade qui donne l'assaut à la petite brèche, est aussi grièvement blessé. Des 1 900 hommes de la garnison française, environ 600 sont tués ou blessés pendant le siège.
Pour le commandement français en Espagne, la prise si rapide de la forteresse est une totale surprise. Ainsi Marmont écrit à Berthier le 22 janvier : « Il y a dans cet évènement quelque chose de si incompréhensible que je ne me permets aucune observation. »
Avec cette forteresse aux mains des alliés, la route du Nord leur est désormais ouverte.

### Sources
- Botelho J. J. Teixeira, História Popular da Guerra da Península, Porto, Livraria Chardron, Lelo & Irmão Editores, 1915.